# Bank Lambert

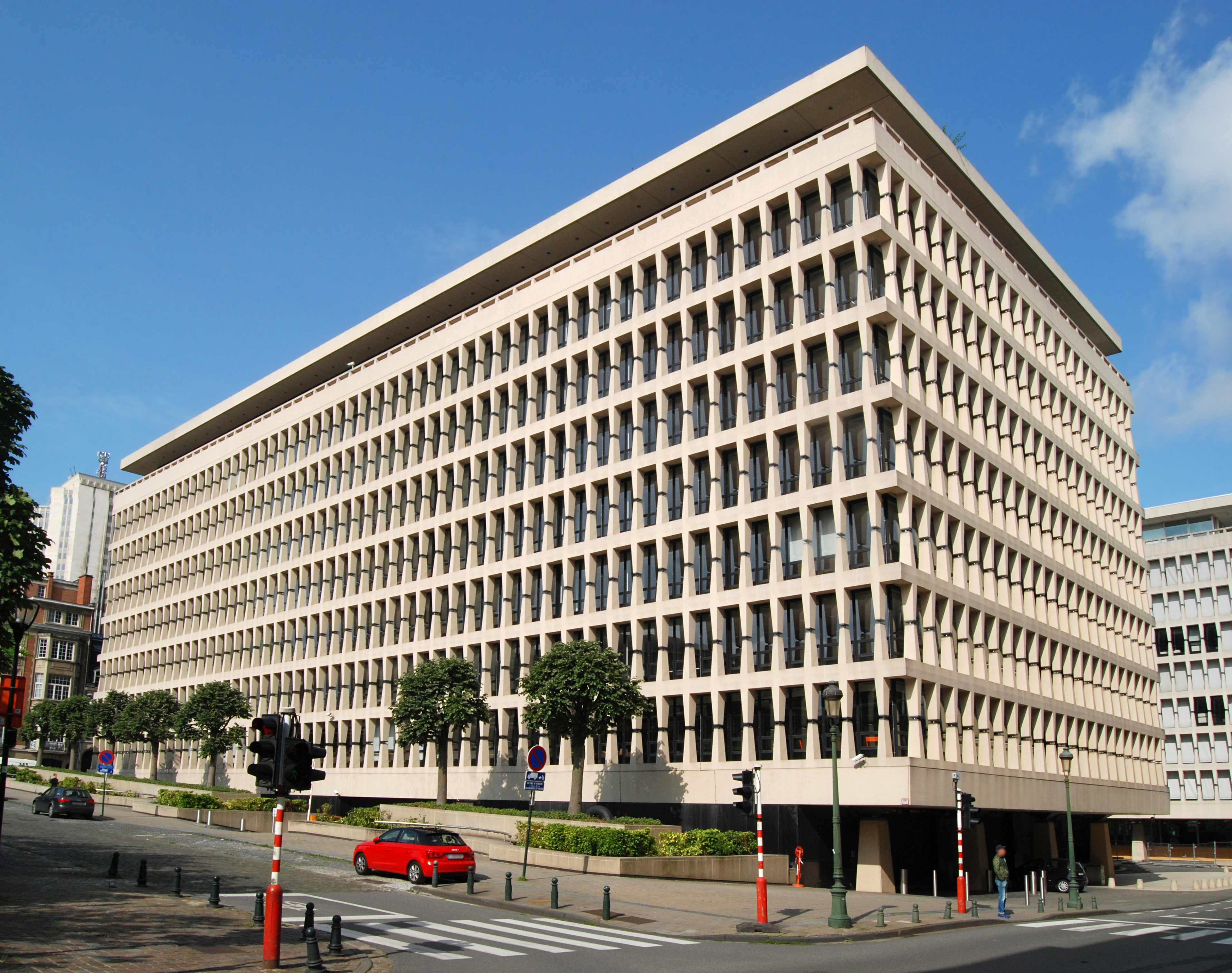
Het Marnixgebouw de Bank Lambert aan de Marnixlaan

De Bank Lambert was een Belgische bank met hoofdzetel in Brussel. Haar geschiedenis gaat terug tot 1835. De bank, geleid door de familie Lambert, had nauwe banden met de familie Rothschild. In 1975 fuseerde ze met de Bank van Brussel tot de Bank Brussel Lambert, sinds 1998 onderdeel van de ING Groep.

## Geschiedenis

### 19e eeuw
In 1835 begon de in Aschaffenburg geboren bankier Lazare Richtenberger een zaak in Brussel, in het pas opgerichte Koninkrijk België, als agent van James Mayer de Rothschild onder de naam Richtenberger, agent Rothschild. In 1838 trouwde Richtenberger met Charlotte Neymer, weduwe van Low Levy. Haar schoonzoon, de uit Lyon afkomstige Samuel Lambert, verhuisde naar Brussel en ging een partnerschap aan met Richtenberger, waarna de onderneming de naam Lambert-Richtenberger, agent Rothschild kreeg. Begin 1840 opende Lambert een filiaal in Antwerpen. Na het overlijden van Richtenberger eind 1853 kreeg de onderneming de naam Lambert, agent Rothschild.
De zoon van Samuel, Léon Lambert (1851-1919), nam de leiding van de bank over na het overlijden van zijn vader in 1875. In 1882 trouwde hij met Zoé Lucie Betty de Rothschild (1863-1916), een kleindochter van James Mayer de Rothschild, waarmee de banden tussen de twee families verder werden versterkt. Als prominent lid van de Belgische elite en het koninklijk hof was hij op bepaalde momenten de tweede grootste belastingbetaler van het land, enkel overtroffen door prins Filips, graaf van Vlaanderen. Hij was de hoofdbankier van koning Leopold II, zowel op persoonlijk vlak als voor de Congo-Vrijstaat, wat hem de bijnaam "le banquier du roi" opleverde.
Léon Lambert en zijn bank speelden ook een cruciale rol in de financiering en uitvoering van de projecten van Leopold II voor de stadsvernieuwing van Brussel. In 1876 hielpen ze de koning bij het herinrichten van de omgeving van het Paleis van Laken. Later, samen met de bankiers Victor Allard en Georges Brugmann, ondersteunden ze de aanleg van de (destijds) groene lanen van de Kleine Ring. In 1886 kocht de bank de gronden voor de aanleg van de monumentale Tervurenlaan.
De Banque Lambert speelde een belangrijke rol bij de financiering van de Belgische deelname aan de kolonisatie van Congo. In 1899 sponsorde ze de oprichting van de Banque d'Outremer, geleid door Albert Thys, en was ze de tweede grootste oprichtende aandeelhouder, na de Société générale de Belgique.

### 20e eeuw
De zoon van Léon, Henri Lambert (1887-1933), nam de leiding van de bank over na het overlijden van zijn vader in 1919. Omdat de relatie van Henri met de Rothschilds minder hecht was dan die van zijn vader, evolueerde de bank van een Rothschild-agent naar een correspondentrelatie. In 1926 werd de bank geherstructureerd als een naamloze vennootschap, genaamd Banque H. Lambert, waarin Henri Lambert de meerderheid van de aandelen bezat. Na de dood van Henri Lambert in 1933 hield zijn weduwe Johanna (Hansi) von Reininghaus (1899-1960) de bank in werking, zij het met een steeds kleiner zakelijk bereik. In 1934 dwong nieuwe Belgische bankwetgeving de bank om haar aandeleninvesteringen af te splitsen in een aparte entiteit, de Mutuelle Lambert. Tijdens de Duitse bezetting tijdens de Tweede Wereldoorlog verbleven Hansi en haar tienerzoon Léon Lambert (1928-1987) eerst in Zwitserland en later in de Verenigde Staten.
Na het einde van de oorlog werd de bank in 1946 opnieuw gereorganiseerd als een commanditaire vennootschap onder de naam Banque H. Lambert, de Lhoneux, De Bruyn et Cie, met verwijzing naar de toenmalige partners Guy de Lhoneux en Paul De Bruyn. Tegen die tijd was de bank sterk gekrompen en had ze slechts tien werknemers. De jonge Léon Lambert werd in juli 1949, bij zijn 21e verjaardag, voorzitter van de Mutuelle Lambert en in december 1950 vennoot van de bank. Op dat moment kreeg de bank een nieuwe naam: Banque Lambert. Léon Lambert wist een aantal getalenteerde mensen aan te trekken om de bank verder uit te bouwen. In september 1951 trad Camille Gutt, na zijn ambtstermijn als eerste directeur van het Internationaal Monetair Fonds, toe tot de bank als vennoot. Hij werd een belangrijke mentor voor Léon Lambert tot zijn pensionering eind 1964. In 1953 voegde Jacques Thierry, wiens moeder afkomstig was uit de Rothschild-familie, zich bij de bank en werd in de jaren 1960 opvolger van Léon Lambert. In 1960 trad Jean Godeaux toe, die tussen 1949 en 1955 ook bij het IMF had gewerkt. Hij werd later voorzitter van de bank totdat hij in 1974 werd benoemd tot lid van de Bankcommissie.
Gedurende de jaren 1950 en 1960 betrok Léon Lambert de Banque Lambert bij talrijke financiële transacties en complexe financiële structuren, zowel in België als internationaal. Hij verplaatste de familiale holdingmaatschappij, die een meerderheidsbelang in de bank bezat, naar Vaduz in Liechtenstein, onder de nieuwe naam Mutuelle pour le développement économique et financier. In 1951 richtte de bank een Canadese dochteronderneming op, Belgian Overseas Corporations Ltd, en kort daarna ook de Amsterdam Overseas Corporations in New York. In 1953 nam de bank de veel grotere Banque de Reports et de Dépôts over. In 1961 hielp de bank bij de oprichting van de Société financière pour les pays d'outre-mer (SFOM) in Genève, met als doel de investeringen van haar aandeelhouders in Afrika te bundelen. Dankzij de SFOM kon de bank het risico spreiden dat het liep via haar Société congolaise de banque, opgericht in 1947 door de Banque de Reports et de Dépôts. In 1964 veroorzaakte Léon Lambert opschudding in de Belgische zakenwereld door een vijandig overnamebod op Sofina te lanceren, een belangrijke beursgenoteerde investeringsmaatschappij. Hoewel het bod uiteindelijk mislukte, versterkte dit zijn reputatie als een invloedrijke figuur in de internationale financiële sector. Tegen 1970 was Banque Lambert de vierde grootste Belgische bank qua totale activa, na de Générale de Banque, Banque de Bruxelles en Kredietbank.

### Fusie met de Bank van Brussel
Reeds in 1953 overwoog Paul de Launoit, een prominente zakenman die sinds het einde van de jaren 1930 de Banque de Bruxelles controleerde, een fusie tussen de Banque de Bruxelles en de Banque Lambert. De gesprekken hierover begonnen in 1969 en liepen door in de vroege jaren 1970.
In 1972 fuseerden de twee holdings van Lambert, Compagnie Lambert pour l'industrie et la finance (CLIF) en Cofinter met de deoor de Launoit gecontroleerde holdings Cofinindus en Brufina tot één entiteit, de Compagnie Bruxelles Lambert pour la finance et l'industrie (CBLFI). Dit nieuwe bedrijf bezat 10% van de aandelen van de Banque de Bruxelles en had een meerderheidscontrole over Banque Lambert.
In oktober 1974 leed de Banque de Bruxelles een groot financieel verlies van ongeveer 3,5 miljard Belgische frank op de valutamarkten, als gevolg van een hoge wisselkoersvolatiliteit en inefficiënte interne controles. Dit veranderde de machtsverhoudingen in de fusiegesprekken in het voordeel van de Banque Lambert. Als gevolg hiervan wist de Banque Lambert in 1975 een dominante invloed te verkrijgen in de nieuwe fusiebank, waarbij de naam Lambert werd opgenomen in het merk van de nieuwe bank, de Banque Bruxelles Lambert (BBL). Jacques Thierry, een medewerker van Léon Lambert, werd aangesteld als voorzitter van het directiecomité van de fusiebank. De fusie werd officieel afgerond op 30 juni 1975.
De Compagnie Bruxelles Lambert werd in 1977 de Groupe Bruxelles Lambert (GBL). De BBL en GBL kwamen in 1982 in financiële moeilijkheden. Albert Frère nam de leiding van de holding van Léon Lambert over en de GBL bouwde haar belang in de BBL van 47% naar 10% af. De BBL ging in 1998 in de Nederlandse ING Groep op.

## Hoofdkantoor
In 1885 verhuisde de bank van haar voormalige pand aan de Nieuwstraat naar een luxueuzer gebouw op de hoek van de Egmontstraat en de Marnixlaan, aan de Kleine Ring. Dat herenhuis was in 1850 gebouwd voor Auguste de Bethune en werd later gebruikt door Frédéric d'Ennetières, waarbij het de naam Hôtel d'Ennetières behield. In 1883 werd het pand door de Rothschilds aangekocht voor de familie Lambert, een jaar na het huwelijk van Léon Lambert en Lucie de Rothschild. In februari 1956 brandde het herenthuis af.
Vanaf 1965 was de hoofdzetel van de bank in het modernistische Marnixgebouw, ontworpen door Gordon Bunshaft, gevestigd.